# Siamophylla grootaerti
Siamophylla grootaerti är en skalbaggsart som beskrevs av Keith 2005. Siamophylla grootaerti ingår i släktet Siamophylla och familjen Melolonthidae. Inga underarter finns listade i Catalogue of Life.